# Made Niggaz
«Made Niggaz» — пісня американського репера Тупака Шакура, на яку він зняв свій останній прижиттєвий кліп. Трек потрапив до саундтреків фільмів «Поліцейська історія 3: Суперполіцейський» (1996) та «Злочинні зв'язки» (1997).

## Відеокліп
Режисер: Ґобі Неджад. Перша версія містить кадри зі стрічки «Злочинні зв'язки» та матеріал з Тупаком і Outlawz, відзнятий у 360°.
У другій версії Тупак та Outlawz, перевдягнені у форму поліцейських,  стріляють і вбивають оточення The Notorious B.I.G. й Diddy, залишаючи останніх живими.